# I Liceum Ogólnokształcące im. 14 Pułku Powstańców Śląskich w Wodzisławiu Śląskim
I Liceum Ogólnokształcącego im. 14 Pułku Powstańców Śląskich – szkoła ponadpodstawowa w Wodzisławiu Śląskim przy ulicy Szkolnej 1.

## Historia
1 sierpnia 1948 rozpoczęła swoją działalność w Wodzisławiu Śl. pierwsza w tym mieście od zakończenia II wojny światowej szkoła średnia – Szkoła Ogólnokształcąca Stopnia Podstawowego i Licealnego, jak brzmiała nazwa tej placówki. Jej dyrektorem został dotychczasowy kierownik Publicznej Szkoły Powszechnej, Rudolf Bonarek. W tym samym dniu odbyły się egzaminy wstępne do VIII i IX klasy LO, do których zgłosiło się 174 uczniów.

## Absolwenci
Wśród absolwentów szkoły można wymienić np. Stanisława Oślizło, Wiesława Szlachtę, Ewę Mrukwa, Józefa Musioła, Mariana Dziędziela, Henryka Zimonia i Henryka Grzonkę.